# Addys Mercedes
Addys Mercedes (prije poznata kao Addys D’Mercedes, 1973., Moa, Kuba – ) jest kubanska pjevačica i skladateljica. Od 1993. godine živi u Njemačkoj i na Tenerifeu.

## Diskografija

### Albumi
- Mundo Nuevo (2001., Media Luna)
- Nomad (2003., Media Luna)
- Addys (2012., Media Luna)

### Singlovi
- Mundo Nuevo (2001., Media Luna)
- Gitana Loca (2005., Media Luna)
- Esa Voz (2005., Media Luna)
- Sabado Roto (2011., Media Luna)
- Hollywood (2012., Media Luna)
- Gigolo (2012., Media Luna)
- Rompe el Caracol (2014., Media Luna)

### Remiksi
- Mundo Nuevo (Tony Brown – Media Luna)
- Gitana loca (Tony Brown – Media Luna)
- Esa voz (4tune twins – Media Luna)
- Afro D' Mercedes (Andry Nalin – Media Luna)
- Oye Colombia (4tune twins – Media Luna)
- Cry It Out (Guido Craveiro – Media Luna)
- Cha Ka Cha (Ramon Zenker – Media Luna)

## Vanjske poveznice
- Službena stranica   Arhivirana inačica izvorne stranice od 20. listopada 2012. (Wayback Machine)